# Argentarola
Argentarola (Italiaans: Isolotto dell'Argentarola) is een klein Italiaans eiland voor de westkust van Toscane. Het ligt in de Tyrreense Zee. Het heeft een langgerekte vorm en een oppervlakte van 1,2 ha. Het ligt een kleine halve kilometer uit de kust van Cala Moresca, een frazione in de gemeente Monte Argentario, en wordt tot de Toscaanse Archipel gerekend.
Op het eiland hebben vrijwel geen antropogene veranderingen plaatsgevonden. Het rotsige gebied is begroeid met onder andere boomvormige wolfsmelk (Euphorbia dendroides). Hoewel in de wateren rondom het eiland wel gevist mag worden, is aanmeren bij het eiland verboden om de aldaar broedende vogels zo veel mogelijk rust te bieden. Op Argentarola bevindt zich een van de grootste broedkolonies van Kuhls pijlstormvogels in Toscane. In de jaren '90 van de 20e eeuw vormde Argentarola tijdelijk een broedplaats voor Yelkouanpijlstormvogels.

## Voetnoten
1. ↑  Supplemento al Bollettino Ufficiale della Regione Toscana n. 32 del 11.8.2004. Gearchiveerd op 4 maart 2016.